# Fuel (gruppo musicale)
I Fuel sono un gruppo musicale rock statunitense formatosi nel 1989 e composto dal chitarrista e compositore Brett Scallions, dal chitarrista Carl Bell, dal bassista Jeff Abercrombie e dal batterista Kevin Miller originariamente con il nome di Small the Joy, e cambiato in quello attuale nel 1994.
Sono conosciuti soprattutto per le loro hit Shimmer tratta dal primo album in studio Sunburn, Hemorrhage (In My Hands), Bad Day dall'album Something Like Human, Falls on Me da Natural Selection e per la track inserita in Need for Speed: Underground Quarter.

## Discografia

### EP
- 1994 – Small the Joy
- 1994 – Fuel
- 1996 – Porcelain
- 1998 – Hazleton (Epic)

### Album in studio
- 1998 – Sunburn (Epic)
- 2000 – Something Like Human (Epic)
- 2003 – Natural Selection (Epic)
- 2007 – Angels & Devils (Epic)
- 2014 – Puppet Strings (MegaForce Records)

### Raccolte
- 2005 – The Best of Fuel (Epic)
- 2008 – Playlist: The Very Best of Fuel (Sony Legacy Recordings)

### Singoli
- 1998 – Shimmer
- 1998 – Bittersweet
- 1999 – Sunburn
- 1999 – Jesus or a Gun
- 2000 – Hemorrhage (In My Hands)
- 2000 – Innocent
- 2001 – Bad Day
- 2001 – Last Time
- 2003 – Won't Back Down
- 2003 – Falls on Me
- 2004 – Million Miles
- 2007 – Wasted Time
- 2007 – Gone
- 2014 – Soul to Preach To
- 2014 – Cold Summer
- 2014 – What We Can Never Have

### Singoli promozionali
- 2013 – Yeah!